# Stanisław Koniecpolski
Stanisław Koniecpolski, (Koniecpol, 1590/1594 – Brody, 11 de março de 1646) foi um nobre polonês (szlachta), magnata, funcionário do governo (senador e castelão), voivoda de Sandomierz a partir de 1625, e Grão-Hetman (o segundo cargo militar em importância, depois do rei) da República das Duas Nações. Stanisław Koniecpolski teve uma vida envolvida quase sempre em constantes guerras e ao longo de sua carreira militar obteve muitas vitórias. Antes mesmo de completar vinte anos, ele já havia lutado nas Dimitríades e nas Guerras dos Magnatas da Moldóvia, onde ele foi feito prisioneiro pelas forças do Império Otomano na Batalha de Cecora em 1620. Após a sua libertação em 1623, ele derrotou os vassalos otomanos, os tártaros em 1624. Com uma força inferior às forças suecas de Gustavo Adolfo ele deteve o avanço inimigo na Prússia durante a segunda fase da Guerra polaco-sueca (1626-1629). Derrotou uma grande invasão turca em Kamianets-Podilskyi na Ucrânia em 1634 e durante a sua vida comandou muitas outras campanhas vitoriosas contra os revoltosos cossacos e invadiu a Tartária. É considerado um dos chefes militares mais qualificados e famosos na história da Polônia e da Lituânia.

## Biografia

### Infância
Stanisław Koniecpolski nasceu entre 1590 e 15941 na família Koniecpolscy de magnatas e da szlachta em Koniecpol. Seu pai foi Aleksander Koniecpolski, voivoda de Sieradz, um forte partidário do rei Sigismundo III da Casa de Vasa. Sua mãe foi Anna Sroczycka, filha de Stanisław Sroczycki, voivoda de Kamianets-Podilskyi, que doou grandes propriedades na Podolia para a família Koniecpolscy. Os irmãos de Stanisław foram Krzysztof Koniecpolski (chorąży koronny, voivode de Bełsk a partir de 1641), Remigiush Koniecpolski (bispo de Chełm, falecido em 1640), Jan Koniecpolski (castelão e voivoda de Sieradz) e Przedbor Koniecpolski (falecido em 1611).

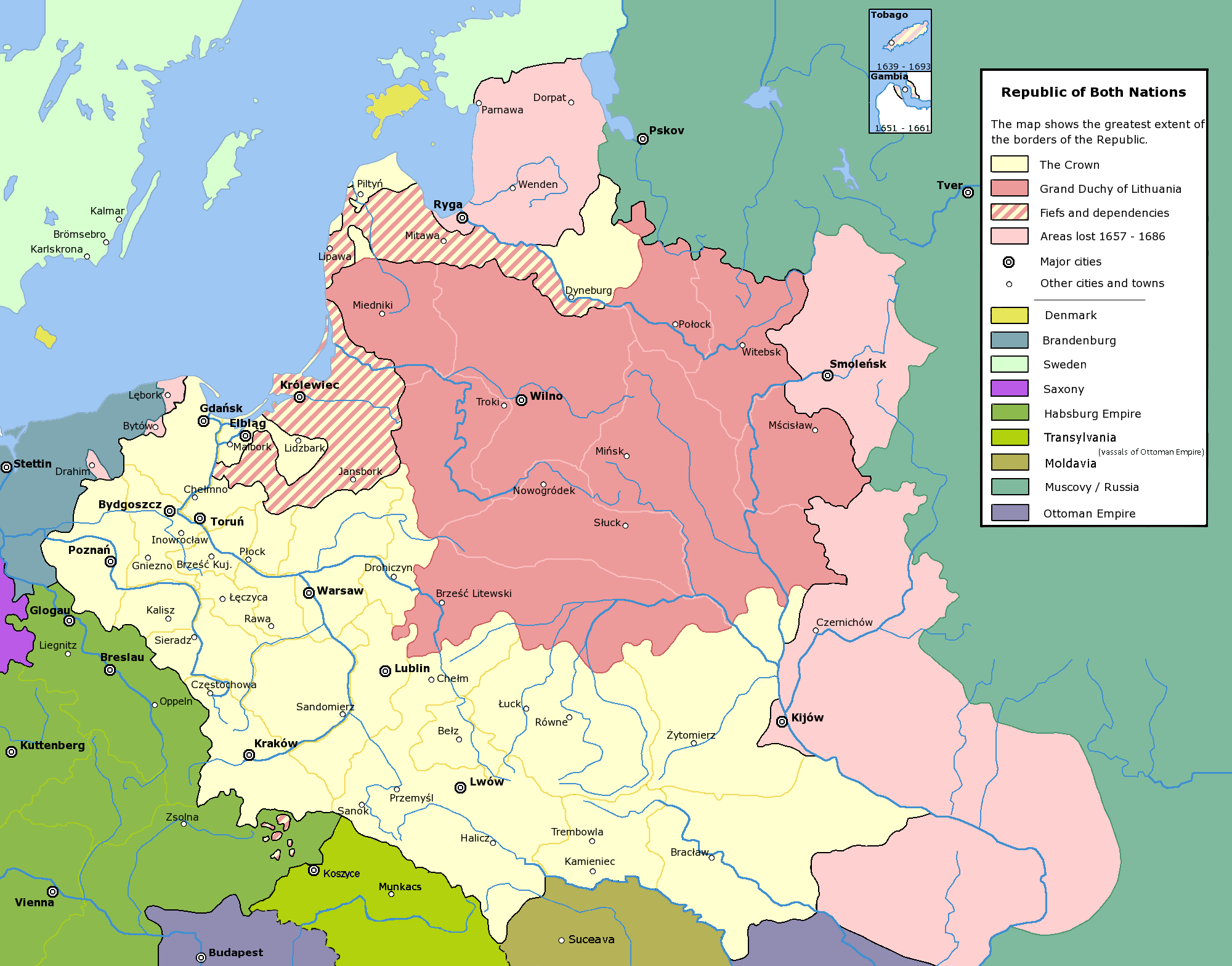
A República das Duas Nações em sua maior extensão, 1648.

Stanisław Koniecpolski tinha distúrbio de linguagem desde criança e devido a isso gaguejava ao pronunciar palavras mais longas. Aos quinze anos de idade, pela influência de seu pai na corte real foi-lhe dado um cargo distrital na República das Duas Nações de prefeito de Wieluń. Nesse mesmo período ele estudou na Universidade Jaguelônica em Cracóvia. Depois de vários anos de estudos foi enviado por seu pai para a corte real a fim de continuar sua educação de uma maneira mais prática. Ele também empreendeu, por um período de vários meses, uma viagem pela Europa Ocidental (especialmente à França) para aprender idiomas estrangeiros.

### O início da carreira
Koniecpolski escolheu seguir a carreira militar e em 1610 participou das Dimitríades contra a Moscóvia, inclusive da Batalha de Kłuszyn. Durante o cerco à fortaleza de Smolensk em 8 de julho de 1611, o desabamento dos muros matou seu irmão Przedbor e Stanislaw retornou a Koniecpol para o translado de seu corpo. No outono do mesmo ano ele retornou ao exército e sob o comando do Grão-Hetman lituano Jan Karol Chodkiewicz, participou dos esforços para salvar e levar suprimentos às forças polonesas sitiadas no Kremlin em Moscou. Durante esse tempo ele foi encarregado pelo hetman da importante missão de comandar o lado direito das forças polonesas.
Em 1612 Koniecpolski juntou-se às unidades wojsko kwarciane (Exército regular da República) na Ucrânia sob o comando do hetman Stanisław Żółkiewski, que enormemente influenciou a sua carreira. Em 1614 foi-lhe dado a incumbência de destruir as unidades rebeladas de wojsko kwarciane, comandadas por Jan Karwacki . Em 17 de maio ele obteve a vitória em Rohatyn e capturou Krawacki. Em 1615 casou com a filha de Żółkiewski, Katarzyna. Logo após o casamento, ele recebeu uma promoção militar de podstoli koronny.
Em 1615 e 1616 Koniecpolski ganhou experiência na Ucrânia lutando contra as hordas tártaras, mas não destruiu ou capturou qualquer unidade inimiga considerável. Em 1617 ao lado de Żołkiewski ele participou das Guerras dos Magnatas da Moldávia e lutou contra o poderoso exército turco do Paxá Iskander (alto oficial do Império Otomano), que terminou com uma negociação de cessar-fogo. Ele também negociou com os cossacos perto de Olszanica, Rússia, onde os Cossacos registrados (número de cossacos privilegiados no exército da República) foi limitado a 1 000 e as invasões de cossacos à região do Mar Negro foram proibidas. Essas invasões, freqüentemente acompanhadas de pilhagens das cidades otomanas, grandemente contribuíam para o enriquecimento dos cossacos, mas provocavam retaliações, por parte dos otomanos, dentro do território da República.
Em 1618, durante as sessões do parlamento da República (Sejm) e ignorando a oposição do magnata Zbarski e seus aliados, o rei Sigismundo III Vasa concedeu a buława (maça ou bastão cerimonial) de Grão-Hetman a Stanisław Żółkiewski e o de Hetman a Koniecpolski.
Logo a seguir Koniecpolski foi derrotado pelos tártaros perto de Oryn, onde ele cometeu o erro de avançar na frente de seu exército contra forças que eram numericamente muito superiores e conseqüentemente perdeu o controle sobre suas tropas. Em 1619 sua primeira esposa, Katarzyna, morreu ao dar à luz o seu primeiro filho, Andrzej Koniecpolski. Koniecpolski casou novamente e sua segunda esposa, Krystyna Lubomirska, em 1620 lhe deu outro filho Aleksander Koniecpolski.
Em 1620 Koniecpolski e Żólkiewski conduziram o exército para Cecora para lutar contra a horda de Kantymir (Khan Temir). O exército contava com cerca de 10 000 homens, que eram em sua maioria das milícias dos magnatas Koreccy, Zasławscy, Kazanowscy, Kalinowscy e Potocki. Koniecpolski comandou a ala direita das forças do exército da República durante a Batalha de Cecora. Em 19 de setembro as forças polonesas foram derrotadas, mas conseguiram se retirar de maneira organizada. O moral do exército estava baixo e Koniecpolski conseguiu impedir nos dias 20 e 21 de setembro que o exército se dissolvesse, mas no dia seguinte o exército se desfez e correu em direção ao rio. Como resultado da batalha Żólkiewski foi morto e Koniecpolski e muitos magnatas (Samuel Korecki, Mikolaj Struś, Mikołaj Potocki, Jan Żółkiewski, filho de Stanisław e Łukasz Żołkiewski) foram feitos prisioneiros. Esta derrota marcou o fim das Guerras dos Magnatas da Moldávia. Os prisioneiros foram levados para Białograd, pelo paxá Iskander, então próximo a Constantinopla para o Castelo das Sete Torres e mantidos na Torre Negra. Eles retornaram para a Polônia na primavera de 1623, quando a missão diplomática de Krzysztof Zbaraski comprou suas liberdades por 30 000 talares.

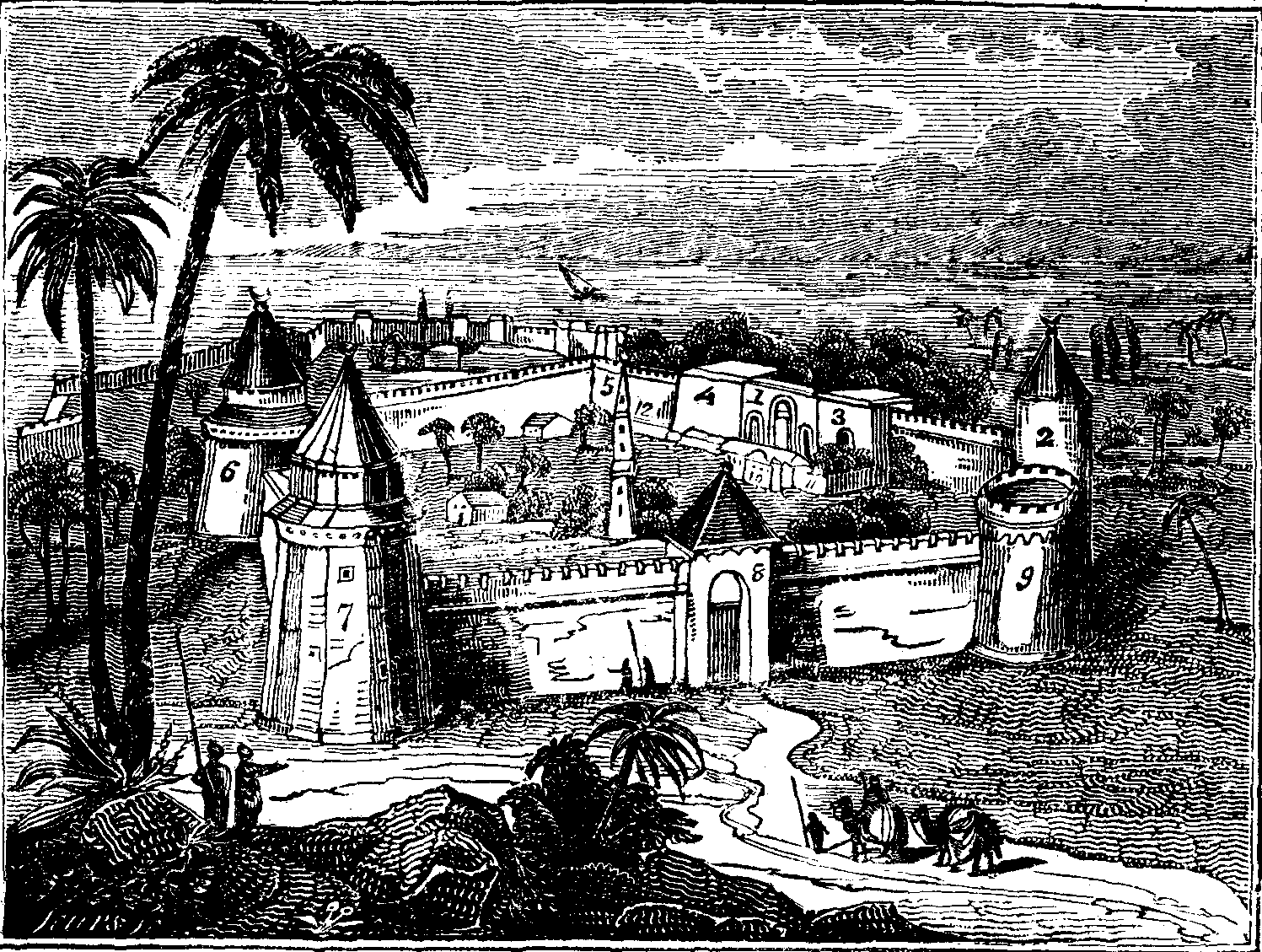
Castelo das Sete Torres em Istambul, onde Koniecpolski ficou preso

Koniecpolski logo teve sua revanche. Em 1623 ele participou das escaramuças contra os tártaros próximo a Tremblowla. Por volta de fevereiro de 1624, as forças de Kantymir (horda budziacka) atacou o sul da Polônia mais uma vez. Um de seus exércitos foi interceptado e destruído em 6 de fevereiro por Koniecpolski próximo a Szmańkowice e Martynów (Batalha de Martynów próximo a 20 de junho), obrigando as forças do paxá Ali a se retirarem em direção a Bucovina. As forças de Kantymir cruzaram a fronteira em 5 de junho e o hetman Koniecpolski os esmagou em 20 de junho. Kantymir conseguiu escapar com vida. Koniecpolski usou uma nova tática - utilizou a cavalaria ligeira de cossacos, que era tão rápida quanto os tártaros, para atraí-los em direção às posições fortificadas, onde foram derrotados. Por sua vitória o Sejm o presenteou com 30 000 zlotys e o tornou voivode de Sandomierz em 1625.
Em 1625 os cossacos da região de Zaporizhzhia, aliados com Szanhin Girej se rebelaram e tentaram formar uma aliança com a Moscóvia. Koniecpolski calculou que os tártaros estariam ocupados com outros problemas e que a horda budziacka de Kantymir não estaria apta a enviar-lhes ajuda. Ele formou um exército de 12 000 homens de wojsko kwarciane e unidades paramilitares. Prometeu a todos os cossacos leais à República tratamento justo e a morte para os rebeldes que permanecessem sob as ordens de Mark Żmajła. Em 25 de outubro de 1625 perto de Kryków ele atacou os cossacos, que conseguiram deter os primeiros ataques da cavalaria e se retiraram em direção ao Lago Kurukowski. Eles conseguiram novamente deter o segundo ataque e Koniecpolski estava "em grande perigo naquele momento". O conflito se encerrou com um cessar-fogo; os Cossacos registrados foram reduzidos para 6 000; e novamente eles prometeram parar com as incursões à região do Mar Negro e provocar os tártaros.
Em 1626 os tártaros invadiram novamente, arrasando e pilhando territórios tão distantes quanto as voivodias de Bełsk, Halych e Lwów, enquanto que algumas unidades avançadas alcançaram as cidades de Tarnopol e Tremblowla. Um pequeno exército de wojsko kwarciane sob o comando de Koniecpolski conseguiu derrotar as unidades da retaguarda do exército principal tártaro, que cruzou a fronteira transportando muitos tesouros e fazendo os prisioneiros de escravos. Anos mais tarde, temendo uma repetição da invasão, Koniecpolski violou a declaração do Sejm e recrutou um exército de 8 000 homens para se preparar para um segundo provável ataque tártaro.

### Novo ano, nova guerra
Apesar de ter-se preparado para um segundo ataque tártaro ele não aconteceu, ao invés disso os suecos sob o comando de Gustavo Adolfo cruzaram a fronteira da República, reacendendo a Guerra polaco-sueca. As forças de Koniecpolski (4 200 homens da cavalaria ligeira, 1 000 dragões, 1 000 homens de infantaria) se deslocaram rapidamente para a Prusy Królewskie. Fortalecido por outras unidades, ele tinha 10 000 homens contra mais de 20 000 da força sueca. Utilizando a tática de guerra de manobra, com pequenas unidades móveis golpeando as linhas de comunicação do inimigo e unidades menores, ele conseguiu deter o avanço sueco e forçar as unidades sob o comando de Axel Oxenstierna a se defenderem.

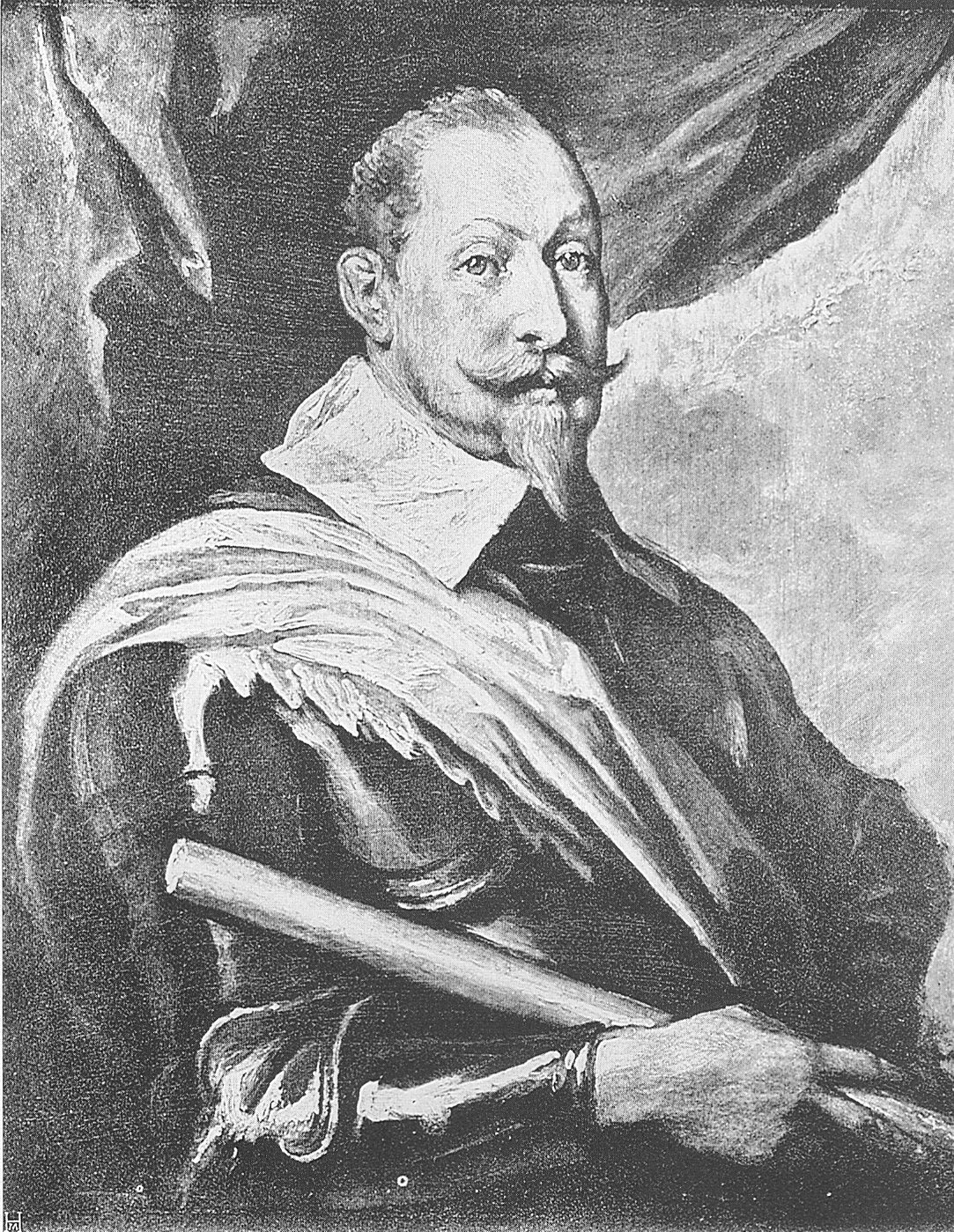
Gustavo Adolfo, um dos mais famosos adversários de Koniecpolski

O Sejm concordou em aumentar a contribuição financeira para a guerra, mas a situação das forças polonesas estava difícil. As forças lituanas haviam sofrido uma dura derrota em dezembro de 1626 perto de Koknese na Livônia e tinham se retirado para a região do rio Duina Ocidental. Os suecos planejaram um ataque a Koniecpolski vindos de duas direções - Oxenstierna viria da direção do rio Vístula enquanto que Johann Streiff von Lawentstein e Maxymilian Teuffl da Pomerânia, ocupada pelos suecos. A cheia do rio Vístula interrompeu seus planos e possibilitou que Koniecpolski interceptasse as unidades inimigas vindas da Pomerânia. Em março/abril (as datas variam, sendo 12 de março a data mais comum) de 1627 perto de Czarne (Hamersztyn) eles obrigaram as forças suecas a se retirarem para o interior da cidade e depois de três dias a se renderem. Alguns soldados suecos e mercenários mudarem de lado nessa ocasião. Esta vitória também convenceu o Eleitor de Brandemburgo a declarar o seu apoio à República e as forças lituanas retomaram a ofensiva na Livônia.
Em maio de 1626 os suecos foram reforçados por Gustavo Afonso, que desembarcou em Piława com mais de 8 000 soldados. Durante a travessia do rio Vístula próximo a Kieżmark, nas vizinhanças de Gdańsk, ele encontrou as forças polonesas e durante o confronto foi ferido no quadril e teve que se retirar da batalha. Em julho ele comandou o cerco a Braniew e a Orneta. Koniecpolski respondeu com um rápido ataque e captura de Gniew. Gustavo ficou surpreso com a velocidade da reação de Koniecpolski. Com cerca de 7 800 homens (incluindo 2 500 da cavalaria e hussardos, a elite da cavalaria pesada da República), Koniecpolski tentou deter o exército sueco de alcançar Gdansk, perto de Tczew. Em 7-8 de agosto, a batalha contra as forças suecas (10 000 homens incluindo 5 000 da infantaria) aconteceu próxima aos pântanos de Mołtawa. Os suecos queriam provocar os poloneses a atacarem e então destruí-los com o fogo da infantaria e da artilharia, mas Koniecpolski decidiu não atacar. Os suecos então tomaram a iniciativa e atacaram com a cavalaria, mas não conseguiram atrair os poloneses para dentro de sua área de fogo. Os constantes ataques suecos causaram sérios danos às unidades de cavalaria polonesas, mas não conseguiram incapacitar o exército (cujo moral se mantinha alto, graças a Koniecpolski). A batalha terminou quando Gustavo Afonso foi novamente ferido e os suecos se retiraram.
Depois da batalha, Koniepolski viu a necessidade de reformar o exército e fortalecer o poder de fogo da infantaria e artilharia para competir com as unidades suecas. Os suecos, por sua vez, aprenderam a arte dos ataques de cavalaria, carga e combate dos poloneses. As táticas de Koniecpolski levaram a derrota de uma flotilha sueca por uma pequena Marinha polonesa em 28 de novembro de 1627, na Batalha de Oliwa.
Em 1628 as forças polonesas, devido à falta de recursos financeiros, foram forçadas a interromperem sua ofensiva e partirem para a defesa. Gustavo Adolfo capturou Nowy e Brodnica. Koniecpolski contra-atacou usando suas poucas forças de maneira mais eficientemente - a cavalaria ligeira efetuava seus ataques combinados com o apoio do fogo de infantaria e artilharia e se utilizando de fortificações e proteções naturais do terreno. O Sejm decidiu aumentar os fundos para a guerra depois da batalha de Górzno, onde Stanisław Potocki foi derrotado. A Áustria enviou ajuda para a República na forma de unidades sob o comando do Marechal-de-campo Jan Jerzy Arnheim. No entanto, Koniecpolski foi forçado a retirar as forças da República de muitas fortalezas polonesas estratégicas na Prússia.
A tempo, o hetman Koniecpolski conseguiu recapturar Puck. A batalha final aconteceu em 27 de junho de 1629 perto de Trzciana (ou Trzcianka). Os suecos atacaram na direção de Grudziądz, foram detidos e retornaram para Szturm e Malbork. Koniecpolski atacou a retaguarda comandada por Jan, Conde de Ren e o derrotou. Ele também repeliu um contra-ataque sueco, que foi empurrado na direção de Pułkowice, onde um outro contra-ataque foi liderado por Gustavo Adolfo com 2 000 homens. Este contra-ataque foi também detido e as forças suecas foram salvas pelas últimas unidades reservas comandadas pelo Marechal-de-campo Herman Wrangel, que finalmente conseguiu parar o ataque polonês. 1 200 suecos foram mortos, incluindo o Conde de Ren e o filho de Wrangl, Jan Wilhelm Reingraff e algumas centenas foram capturados. As perdas polonesas foram algo em torno de 200 mortos e feridos.
Porém esta vitória não teve continuidade na área política e militar. Um cessar-fogo em Stary Targ (Trégua de Altmark) em 26 de outubro de 1629 foi favorável aos suecos, que conseguiram taxar o comércio polonês efetuado através do Mar Báltico (3,5% do valor da mercadoria), manteve o controle de muitas cidades na Pomerânia e com o tempo foram reconhecidos como a força dominante na costa sul do Mar Báltico. Koniecpolski não tinha mais influência sobre as negociações, uma vez que ele foi enviado às pressas para a Ucrânia a fim de esmagar uma outra revolta dos cossacos, desta vez liderada por Taras Fedorowicz.

### Grão-Hetman
Em 1630 Taras executou Hryćka Czarny, que se opunha à revolta e capturou a fortaleza de Korsyń. Koniecpolski sitiou Perejasław, mas sem o apoio da infantaria e artilharia, não pode destruir seus muros. Os cossacos, devido à falta de suprimentos, concordaram com a negociação e em 8 de junho o acordo de Kurukow foi restabelecido. Na opinião de Koniecpolski todos os revoltosos deveriam receber uma punição severa, mas a situação dos cossacos no final das contas não foi resolvida pela supressão militar, mas através de tratamento mais justo e mais igual, como um aumento no número de soldados cossacos e o pagamento regular dos salários.

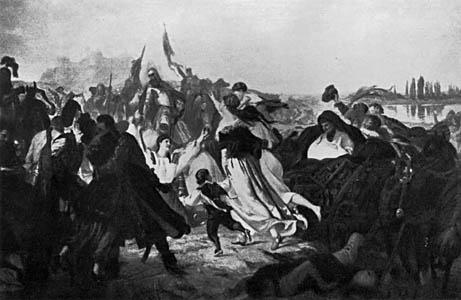
O Hetman Koniecpolski libertando as pessoas capturadas pelos tártaros, pintura de Henryk Rodakowski (reprodução em preto-e-branco, quadro perdido durante a Segunda Guerra Mundial).

Em 1632, poucos meses antes de sua morte, Sigismundo III Vasa presenteou Koniecpolski com o título de Grão-Hetman. Depois da morte do rei, o hetman teve um papel de maior destaque na condução dos assuntos políticos da República e apoiou a eleição livre do filho de Zygmunt, Władysław IV Waza em 1632. Em retribuição, um ano depois da eleição, em 1633, Władysław recompensou Koniecpolski com o cargo de castelão de Cracóvia, o posto de maior prestígio dentre os cargos distritais da República. Desde então, Koniecpolski tornou-se um conselheiro influente do novo rei, freqüentemente encorajando Wladyslaw na direção da política externa polonesa contra os tártaros. Nos anos seguintes, Koniecpolski, juntamente com o chanceler Jerzy Ossoliński, se tornaria um importante partidário de Władysław contanto que as ações de rei fossem feitas de acordo com a lei; Koniecpolski nunca apoiou qualquer ação de Władysław que não estivesse de acordo com o Sejm, como exigida da lei da República.
Em 1633 Koniecpolski reagiu aos ataques turcos feitos à República, derrotando suas forças em 4 de julho sob o comando de Sasowy Róg e mais tarde naquele mesmo ano, em 22 de outubro, uma grande invasão das forças otomanas em Kamianets-Podilskyi. Essas derrotas e a firme posição de Koniecpolski convenceram os turcos a assinarem um novo tratado em 19 de setembro de 1634, que repetia as declarações do Tratado de Chocim de 1621. Isto encerrou com a Guerra polaco-otomana (1633–1634). Em 1635 depois que os cossacos sob o comando de Ivan Sulima foram vencidos no forte polonês "Kudak" (Fortaleza Kodak, próximo da atual Dnepropetrovsk), Koniecpolski comandou uma expedição que retomou o forte e puniu os insurgentes. Naquele ano ele também esteve presente no Tratado de Sztumska Wieś.

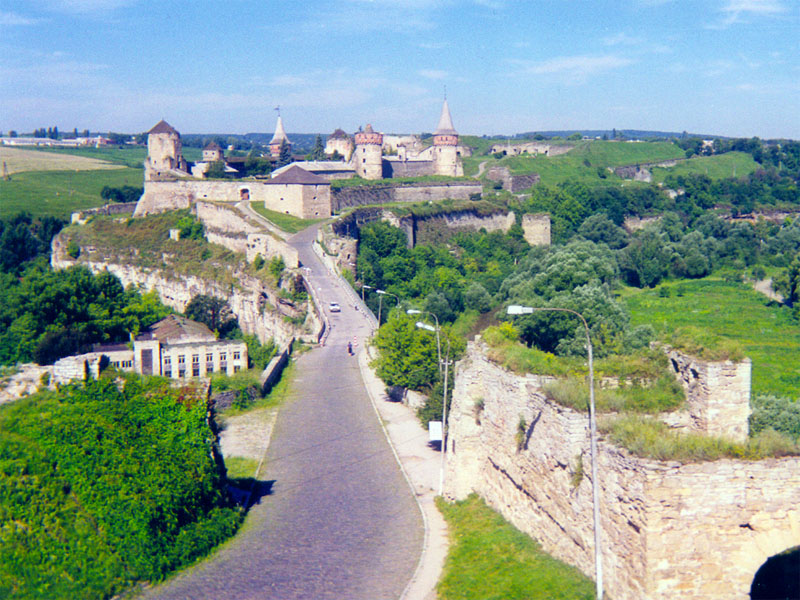
Fortaleza de Kamianets-Podilskyi, atualmente.

Koniecpolski compreendeu a necessidade de modernizar o exército e ativamente cooperou com o rei Wladislaw IV nos vários projetos que conduziram a esta meta, como contratar unidades de mercenários experientes na maneira ocidental de guerrear além do desenvolvimento da artilharia(ele supervisionou a construção de arsenais em Kudak, Bar e Kamianets-Podilskyi e construiu fundições em suas propriedades na Ucrânia). Ele incentivou muitos oficiais talentosos no campo da artilharia e engenharia. É também provável que ele tenha patrocinado cartógrafos como Wilhelm Beauplan, que criou um mapa da Ucrânia e Sebastian Aders, que criou um mapa da Crimeia. Ele também apoiou o plano de criar a Marinha da República das Duas Nações.
Koniepolski tornou-se de facto o governante extra-oficial da Ucrânia, uma vez que o rei Władysław deixava para ele as decisões mais importantes desta região do sudeste da República. Alguns estrangeiros se referiam a ele como o 'vice-rei da Ucrânia', embora tal posição nunca tenha existido na República. Com o conhecimento e apoio do rei, Koniecpolski enviou e recebeu missões diplomáticas de Istambul, se encarregou das negociações, assinou tratados e como um hetman, tinha o controle direto sobre uma parte significativa do exército da República. Ele tinha sua própria rede de espionagem que atuava desde a Moscóvia até o Império Otomano.

### O magnata

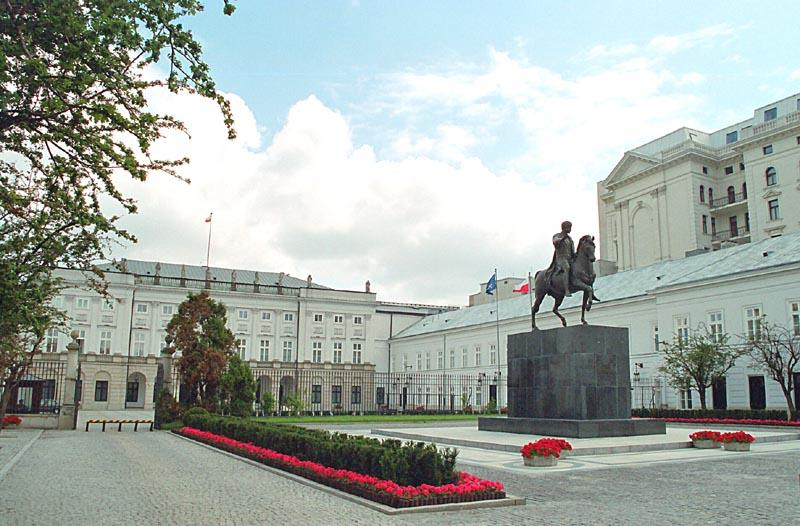
O O Palácio Presidencial em Varsóvia, foi construído em 1643-1645 e financiado pelo hetman Koniecpolski. Em frente é visível a estátua de Józef Poniatowski.

Ao longo de sua vida, Koniecpolski juntou muita riqueza. Era dono de dezesseis distritos (starostwa) e sua renda anual era cerca de 500 000 zlotys (a moeda polonesa). Patrocinou a construção do Palácio Presidencial em Varsóvia. Fundou a cidade de Brody, que se tornou um importante centro de comércio, fortificou-a com uma cidadela e bastiões em 1633 e instalou manufaturas para a produção de tapetes do tipo persa. Construiu também um palácio fortificado em Podhorce com lindos jardins italianos. Mais de 100 000 pessoas viviam em suas propriedades na Ucrânia Ocidental.
Koniecpolski era considerado uma pessoa honrada e justa e admirado pela maioria da szlachta. O que era extremamente raro em se tratando de um magnata da República, que diziam quase não ter inimigos. Seus principais adversários na política eram aqueles que se opunham ao rei Władysław e na Ucrânia, o magnata Jeremi Wiśniowiecki, que competia com Koniecpolski pelo controle daquela região da República.

### Os últimos anos
Depois de 1635 a saúde de Koniecpolski começou a declinar fazendo-o confiar cada vez mais no hetman mais jovem Mikołaj Potocki, que esmagou com sucesso as revoltas em 1637 e 1638 além de uma revolta tártara em 1639. A influência de Koniecpolski também protegeu o fora-da-lei Samuel Łaszcz, um outro hábil comandante.

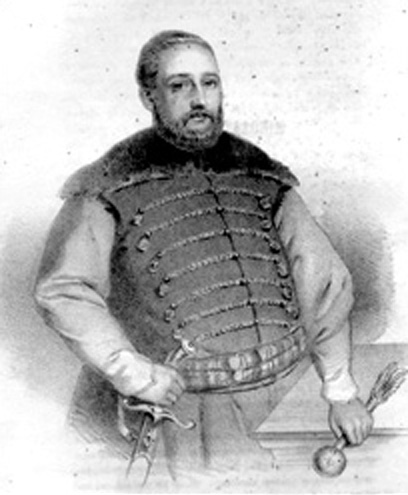
O Hetman Mikołaj Potocki

Uma das maiores vitórias de Koniecpolski foi durante a campanha de inverno contra os turcos em 1644. Este era o maior exército que ele havia comandado desde então: 19 000 soldados (60% deles eram das forças paramilitares dos magnatas, o exército particular de Koniecpolski contava com 2 200 homens). Ele impôs uma derrota esmagadora aos exércitos de Toğay bey (Tuhaj Bej) perto de Ochmatów e perseguiu os fugitivos. Muitos turcos morreram afagados perto de Sina Woda quando a cobertura de gelo sobre a água se rompeu. Esta campanha trouxe ainda mais fama para Koniecpolski, que havia não apenas previsto o local e hora do ataque turco, como também havia destruído suas forças antes mesmo que eles pudessem usar a sua estratégia habitual de divisão da força principal em unidades de alta mobilidade e dificultando serem atacadas (czambuls).
Esta vitória levou Wladyslaw IV a considerar a realização de uma guerra ofensiva contra os turcos. Koniecpolski apoiou a limitada guerra contra o Canato da Crimeia, mas se opôs ao plano de Wladyslaw de empreender uma guerra contra a totalidade do Império Otomano, considerando-o uma total insensatez. Colocou seus conceitos estratégicos em um plano que ele intitulou de "Dyskurs o Zniesieniu Tatarow Krymskich" (Um Discurso sobre a Destruição dos Tártaros da Crimeia). Koniecpolski também deu muita ênfase a que se fizesse uma coalizão com Moscou para a realização dessa campanha.
Infelizmente, o rei Wladyslaw continuou a se empenhar na realização de uma cruzada contra os turcos, mas devido ao pouco apoio interno começou a espalhar falsas promessas entre os cossacos, a quem lhes prometeu privilégios e dinheiro caso participassem daquele empreendimento. Sendo um astuto estadista, Koniecpolski previu perigo no descontentamento dos cossacos e defendeu uma política destinada a atender suas reivindicações, infelizmente com pouco apoio e sucesso.
Depois que a esposa de Koniecpolski, Krystyna faleceu, Koniecpolski logo casou com a jovem Zofia Opalińska, filha do futuro Marechal da Coroa Łukasz Opaliński em 16 de janeiro de 1646. Koniecpolski morreu em 11 de março de 1646 em Brody. Muitas fontes dizem ser este seu novo casamento a causa de sua morte. Joachim Jerlicz escreveu em seu diário que ele abusou de um afrodisíaco.